# Nutrició parenteral
La nutrició parenteral (NP) és l'alimentació de productes nutricionals a una persona per via intravenosa, saltant-se el procés habitual de menjar i digestió. Els productes els fabriquen empreses de compostos farmacèutics. La persona rep unes fórmules nutricionals que continguin nutrients com glucosa, sals, aminoàcids, lípids i vitamines afegides i minerals dietètics. Es denomina nutrició parenteral total (NPT) quan no s'obté una nutrició significativa per altres vies, i nutrició parenteral parcial (NPT) quan la nutrició també és parcialment enteral. Es denomina nutrició parenteral perifèrica (NPP) quan s'administra per mitjà de l'accés de les venes en una extremitat en lloc d'un catèter venós central com a nutrició venosa central (NVC), aquesta última la forma més utilitzada.